# SM U-112
SM U-112 var en Typ U-93 ubåt som tjänstgjorde i den kejserliga tyska flottan under första världskriget. U-112 sänkte eller skadade inga fartyg.

## Design
De tyska ubåtarna av Typ U 93 föregicks av de kortare ubåtarna av Typ U-87. U-112 hade ett deplacement på 798 ton vid ytan och 1 000 ton under vatten. Hon hade en total längd på 71,55 meter, en bredd på 6,30 meter, en höjd på 8,25 meter och ett djupgående på 3,94 meter. Ubåten drevs av två motorer på 2 300 hästkrafter (1 692 kW; 2 269 shp) för användning vid ytan och två motorer på 1 200 hästkrafter (880 kW; 1 200 shp) för användning under ytan. Fartyget hade två propelleraxlar. Fartyget kunde operera på upp till 50 meters djup.
Ubåten kunde nå en hastighet på 16,4 knop (30,4 km/h) på ytan och 8,4 knop (15,6 km/h) under ytan. Under vatten kunde hon färdas 50 nautiska mil (93 km) i 5 knop (9,3 km/h); när hon var uppe på ytan kunde hon färdas 8 300 nautiska mil (15 400 km) i 8 knop (15 km/h). U-112 var utrustad med sex torpedtuber på 50 centimeter (fyra i fören och två i aktern), tolv till sexton torpeder, en 10,5 cm SK L/45 däckskanon och en 8,8 cm SK L/30 däckskanon. Hon hade en besättning på trettiosex personer (trettiotvå sjömän och fyra officerare).